# Feilbingert
Feilbingert là một đô thị thuộc huyện Bad Kreuznach trong bang Rheinland-Pfalz, phía tây nước Đức. Đô thị Feilbingert có diện tích 10,05 km², dân số thời điểm ngày 31 tháng 12 năm 2006 là 1743 người.